# Martijn Bosman (voetballer)
Martijn Bosman (26 juni 1985) is een Nederlands voetballer.

## Loopbaan
Bosman begon zijn voetbalcarrière bij de Coevordense voetbalvereniging VV Raptim. Daar werd hij gescout door FC Emmen, dat hem opnam in de jeugdopleiding. In het seizoen 2004/2005 speelde hij drie wedstrijden in de hoofdmacht van de profclub. Aan het einde van het seizoen keerde hij terug naar het amateurvoetbal, naar het Groningse Be Quick 1887. Hij speelde erna nog, met wisselende successen, voor ACV, Alcides en oude liefde Be Quick 1887.
Bosman heeft de voetbalschoenen inmiddels in de wilgen gehangen en is sinds 2020 veelvuldig op de tennis- en padelbaan te vinden.